# Слов'янофобія
Слов'янофо́бія — одна з форм ксенофобії, неприязнь чи навіть ненависть до слов'янських народів або до всього, створеного слов'янами.

### Німеччина
У нацистській Німеччині до принципів національної політики входили не тільки крайній расизм, антисемітизм та расова гігієна, але і сильна слов'янофобія. Генріх Гіммлер, рейхсфюрер СС, був особливо затятим слов'янофобом: у своїх численних промовах він негативно відгукувався не тільки про росіян, але і про всі слов'янські народи, вважаючи їх «нижчою расою». Він давав настанови бойовій групі СС «Північ» перед відправленням на Східний фронт, закликаючи їх до негайного знищення слов'ян як ворогів німецьких громадян:
Це війна ідеологій і боротьба рас. На одній стороні стоїть націонал-соціалізм: ідеологія, заснована на цінностях нашої німецької, нордичної крові. Стоїть світ, яким ми його хочемо бачити: прекрасний, упорядкований, справедливий у соціальному відношенні, світ, який, можливо, ще страждає деякими недоліками, але в цілому щасливий, прекрасний світ, наповнений культурою, яким якраз і є Німеччина. На іншій стороні стоїть 180-мільйонний народ, суміш рас і народів, чиї імена невимовні і чия фізична суть така, що єдине, що з ними можна зробити — це розстрілювати без всякого жалю і милосердя. Цих тварин, які піддають тортурам і жорстокому поводженню кожного полоненого з нашого боку, які не надають лікарської допомоги захопленим ними нашим пораненим, як це роблять порядні солдати, ви побачите їх самі. Цих людей об'єднали євреї однією релігією, однією ідеологією на ім'я більшовизм із завданням: маючи тепер Росію, наполовину [розташовану] в Азії, частково в Європі, знищити Німеччину і весь світ.

Коли ви, друзі мої, воюєте на Сході, ви продовжуєте ту ж боротьбу проти того ж недолюдей, проти тих же нижчих рас, які колись виступали під іменем гунів, пізніше — 1000 років тому у часи королів Генріха і Оттона I, — під ім'ям угорців, а згодом під ім'ям татар; потім вони з'явилися знову під ім'ям Чингісхана і монголів. Сьогодні вони називаються руськими під політичним прапором більшовизму.
Подібні промови Гіммлера згодом стали доказами звинувачення на адресу нацистських злочинців на Нюрнберзькому процесі. Серед сучасних правих організацій Німеччини зберігаються слов'янофобські переконання, однак спрямовані вони більше не стільки проти всіх слов'ян, скільки проти поляків (а іноді і проти чехів): члени відомої рок-групи Landser, оспівувала у своїх піснях відомих особистостей Третього Рейху, активно виступають проти польської імміграції. Також деякі організації заявляли про те, що план «Ост» є комуністичної вигадкою і фальшивкою, але після публікації в листопаді 2009 року оригінальних документів з даного генерального плану подібні заяви майже припинилися.
Виправданням присутності Хорватії і Болгарії у союзниках Третього Рейху багато праві називають панівну теорію про те, що хорвати є нащадками готів (про що писав сам Анте Павелич, лідер хорватських усташів), а болгари — нащадками древніх тюрків і фракійців, яких змусили переймняти слов'янську мову і культуру. Ідеологію панславізму нацисти вважали штучною, яка не мала під собою жодних історичних і культурних підстав, і взагалі вигаданою з повітря.